# Hans Mair

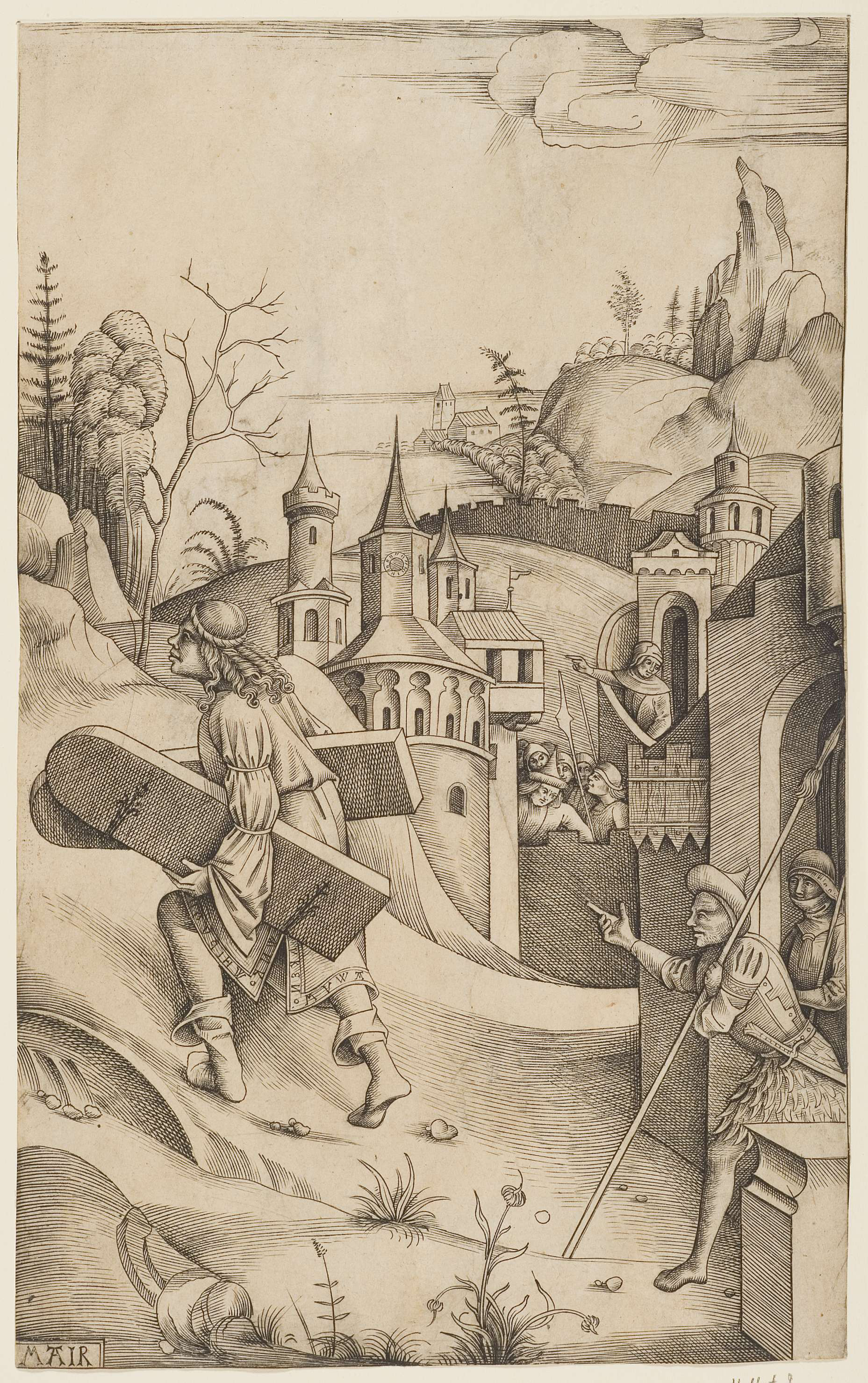
Sansone con le porte di Gaza

Martin Maingaud, noto anche come Mair von Landshut (Frisinga, 1450/1460 circa – ...), è stato un pittore e incisore tedesco.

## Biografia
Poche sono le informazioni sulla sua biografia: essenzialmente si basano su una annotazione sul registro delle tasse a Monaco di Baviera, in cui è citato come pittore di Frisinga. Influenzato dalla scuola di Augusta, fu attivo a Landshut. Fu anche disegnatore per modelli da tradurre in matrici per xilografie da specialisti intagliatori.